# اچ‌اس‌دی‌پی‌ای
بستهٔ دست رسی دریافتی پر سرعت (به انگلیسی: High-Speed Downlink Packet Access) مخفف اچ‌اس‌دی‌پی‌ای، یک پروتکل پیشرفتهٔ نسل سوم ارتباطات موبایل، از خانوادهٔ  بستهٔ دست رسی پر سرعت  HSPA  (نسل سه و نیم شبکه تلفن همراه) است.  این شبکه در حال حاضر می‌تواند سرعت‌های دریافتی ۱٫۸، ۳٫۶ و ۷٫۲Mbit/s
(مگابیت در ثانیه) را پشتیبانی کند. افزایش سرعت در نسل بعد، یعنی +HSPA (بستهٔ دست رسی دریافتی پر سرعت تکامل یافته) می‌تواند تا حد اکثر به ۴۲ و ۸۴Mbit/s(مگابیت در ثانیه) برسد.
1. ↑  ویکی‌پدیای انگلیسی.